# Chặng đua GP Hà Lan 2021
Chặng đua GP Hà Lan 2021 (tên chính thức Formula 1 Heineken Dutch Grand Prix 2021) là chặng đua thứ 13 của Giải đua xe Công thức 1 2021. Chặng đua diễn ra từ ngày 03 tháng 09 đến ngày 05 tháng 09  năm 2021 ở trường đua Zandvoort, Hà Lan. Người chiến thắng là tay đua Max Verstappen của đội đua Red Bull Racing.

## Diễn biến chính
Trước khi diễn ra chặng đua Kimi Raikkonen thông báo giải nghệ sau khi mùa giải kết thúc. Và sau khi hoàn thành phiên chạy thứ Sáu thì Raikkonen bị nhiễm Covid-19 nên không thể tham gia các phiên chạy còn lại, người đua thay là Robert Kubica.
Max Verstappen là người giành pole và đã kiểm soát hoàn toàn cuộc đua chính. Verstappen trở thành tay đua người Hà Lan đầu tiên giành chiến thắng trên sân nhà, đồng thời cũng đòi lại ngôi đầu bảng từ tay Lewis Hamilton, người đã về nhì.

## Kết quả
| Stt                                                        | Số xe | Tay đua            | Đội đua                   | Lap | Kết quả           | Xuất phát | Điểm |
| ---------------------------------------------------------- | ----- | ------------------ | ------------------------- | --- | ----------------- | --------- | ---- |
| 1                                                          | 33    | Max Verstappen     | Red Bull Racing-Honda     | 72  | 1:30:05.395       | 1         | 25   |
| 2                                                          | 44    | Lewis Hamilton     | Mercedes                  | 72  | +20.932           | 2         | 19   |
| 3                                                          | 77    | Valtteri Bottas    | Mercedes                  | 72  | +56.460           | 3         | 15   |
| 4                                                          | 10    | Pierre Gasly       | AlphaTauri-Honda          | 71  | +1 lap            | 4         | 12   |
| 5                                                          | 16    | Charles Leclerc    | Ferrari                   | 71  | +1 lap            | 5         | 10   |
| 6                                                          | 14    | Fernando Alonso    | Alpine-Renault            | 71  | +1 lap            | 9         | 8    |
| 7                                                          | 55    | Carlos Sainz Jr.   | Ferrari                   | 71  | +1 lap            | 6         | 6    |
| 8                                                          | 11    | Sergio Pérez       | Red Bull Racing-Honda     | 71  | +1 lap            | PL        | 4    |
| 9                                                          | 31    | Esteban Ocon       | Alpine-Renault            | 71  | +1 lap            | 8         | 2    |
| 10                                                         | 4     | Lando Norris       | McLaren-Mercedes          | 71  | +1 lap            | 13        | 1    |
| 11                                                         | 3     | Daniel Ricciardo   | McLaren-Mercedes          | 71  | +1 lap            | 10        |      |
| 12                                                         | 18    | Lance Stroll       | Aston Martin-Mercedes     | 70  | +2 laps           | 12        |      |
| 13                                                         | 5     | Sebastian Vettel   | Aston Martin-Mercedes     | 70  | +2 laps           | 15        |      |
| 14                                                         | 99    | Antonio Giovinazzi | Alfa Romeo Racing-Ferrari | 70  | +2 laps           | 7         |      |
| 15                                                         | 88    | Robert Kubica      | Alfa Romeo Racing-Ferrari | 70  | +2 laps           | 16        |      |
| 16                                                         | 6     | Nicholas Latifi    | Williams-Mercedes         | 70  | +2 laps           | PL        |      |
| 172                                                        | 63    | George Russell     | Williams-Mercedes         | 69  | Hộp số            | 11        |      |
| 18                                                         | 47    | Mick Schumacher    | Haas-Ferrari              | 69  | +3 laps           | 17        |      |
| Ret                                                        | 22    | Yuki Tsunoda       | AlphaTauri-Honda          | 48  | Động cơ           | 14        |      |
| Ret                                                        | 9     | Nikita Mazepin     | Haas-Ferrari              | 41  | Hệ thống thủy lực | 18        |      |
| Fastest lap: Lewis Hamilton (Mercedes) – 1:11.097 (lap 72) |       |                    |                           |     |                   |           |      |
| Nguồn:                                                     |       |                    |                           |     |                   |           |      |

## Bảng xếp hạng sau chặng đua
(Chỉ liệt kê top 5 tay đua và đội đua)
|           | Stt | Tay đua         | Điểm  |
| --------- | --- | --------------- | ----- |
| 1         | 1   | Max Verstappen  | 224.5 |
| 1         | 2   | Lewis Hamilton  | 221.5 |
| 1         | 3   | Valtteri Bottas | 123   |
| 1         | 4   | Lando Norris    | 114   |
| Unchanged | 5   | Sergio Pérez    | 108   |
| Nguồn:    |     |                 |       |

|           | Stt | Đội đua               | Điểm  |
| --------- | --- | --------------------- | ----- |
| Unchanged | 1   | Mercedes              | 344.5 |
| Unchanged | 2   | Red Bull Racing-Honda | 332.5 |
| 1         | 3   | Ferrari               | 181.5 |
| 1         | 4   | McLaren-Mercedes      | 170   |
| Unchanged | 5   | Alpine-Renault        | 90    |
| Nguồn:    |     |                       |       |